# Carballo (parroquia)
Carballo (llamada oficialmente San Xoán de Carballo) es una parroquia y una villa española del municipio de Carballo, en la provincia de La Coruña, Galicia.

## Otra denominación
La parroquia también se denomina San Juan de Carballo.

## Entidades de población
Entidades de población que forman parte de la parroquia:
- A Lagoa
- A Braña
- Barreira (A Barreira)
- Brea (A Brea)
- Carballo
- Cernide
- Grela (A Grela)
- Labradas (As Labradas)
- La Iglesia (A Igrexa)
- Loureiros (Os Loureiros)
- Monte (O Monte)
- Outeiro (O Outeiro)
- Puente Rosende[8] (A Ponte Rosende)
- Quintáns
- Revolta (A Revolta)

## Demografía

### Parroquia
| Gráfica de evolución demográfica de Carballo (parroquia) entre 2000 y 2018 |
|                                                                            |
| Datos según el nomenclátor publicado por el INE.                           |

### Villa
| Gráfica de evolución demográfica de Carballo (villa) entre 2000 y 2018 |
|                                                                        |
| Datos según el nomenclátor publicado por el INE.                       |